# Безменова, Ксения Владимировна
Ксе́ния Влади́мировна Безме́нова (р. 26 мая 1935) — советский и российский искусствовед, историк искусства, музейный работник, куратор. Ведущий научный сотрудник — хранитель коллекции русской (советской) печатной графики XX века Государственного музея изобразительных искусств имени А. С. Пушкина. Одна из ведущих специалистов в области современной русской гравюры. Автор каталога-резоне советской литографии. Заслуженный работник культуры Российской Федерации (1998).

## Биография
Ксения Безменова родилась 26 мая 1935 года. Внучка русского промышленника и мецената, нижегородского купца 1-й гильдии Зиновия Михайловича Таланцева.
В 1958 году окончила отделение истории и теории искусства исторического факультета Московского государственного университета имени М. В. Ломоносова.
С 5 июля 1958 года — научный сотрудник-хранитель советской гравюры отдела графики Государственного музея изобразительных искусств имени А. С. Пушкина (ГМИИ имени А. С. Пушкина). В 1973 году защитила диссертацию на соискание учёной степени кандидата искусствоведения. С 1976 года — старший научный сотрудник. В 2002—2010 годах была заместителем заведующего отдела графики. В настоящее время — ведущий научный сотрудник — хранитель коллекции русской (советской) печатной графики XX века.
Автор каталога-резоне советской литографии.
Проводит занятия по техникам гравюры для студентов художественных вузов.
Одна из ведущих специалистов в области современной русской гравюры.
Организовала и провела более 60 выставок с каталогами в ГМИИ имени А. С. Пушкина и на других площадках, в том числе выставки работ Владимира Фаворского, Виве Толли, Михаила Пикова, Варвары Бубновой, Иллариона Голицына, Олега Кудряшова, Игнатия Нивинского, Петра Митурича, Бориса Мессерера, Дмитрия Лиона и многие другие.
Полностью обработала музейную коллекцию литографии 1920-х и 1930-х годов.

## Награды и звания
- Заслуженный работник культуры Российской Федерации (1998)[1][2][5]
- Орден Дружбы (2012)[1][6]

## Выставки (куратор)
- 2013 — «Илларион Голицын (1928—2007). Рисунок, акварель, гравюра из собрания ГМИИ им. А. С. Пушкина и семьи художника». Государственный музей изобразительных искусств имени А. С. Пушкина, Москва[1]
- 2014 — «Андрей Геннадиев. Цветные офорты и коллажи». ЦЭВ «Мусейон», Москва[1]